# Richard Pühringer
Richard Pühringer CPPS (* 2. März 1953 in Linz, Österreich) ist ein römisch-katholischer Priester und Mitglied der Ordensgemeinschaft Missionare vom Kostbaren Blut. Einige Jahre gehörte er zur Ordensgemeinschaft der Regularkanoniker vom Heiligen Kreuz (kurz „Kreuzorden“) im Engelwerk.

## Leben
Richard Pühringer verbrachte seine Schulzeit in Gallneukirchen und besuchte nach seinem Hauptschulabschluss das Gymnasium in Horn (Niederösterreich); er lebte im Canisiusheim, einem interdiözesanen Seminar für Priester-Spätberufe in Horn. Nach der Matura 1971 verbrachte er das Noviziat bei den Missionaren vom Kostbaren Blut in Feldkirch und in Liechtenstein. Er studierte römisch-katholische Theologie an der Universität Salzburg. Thema seiner Diplomarbeit war „Die Verehrung des hl. Josef in der Geschichte“. Am 30. Juni 1972 legte er die zeitliche, am 20. Oktober 1977 die ewige Profess ab. Am 27. November 1977 wurde er zum Diakon, am 29. Juni 1978 zum Priester geweiht. Sein Primizprediger war Ferdinand Holböck.
Bis Sommer 1979 arbeitete er als Erzieher und Religionslehrer bei den Missionaren vom Kostbaren Blut in Neuenheerse, danach bis 1982 in Bobingen. Bis 1986 war er Kaplan an der Kirche St. Peter und Paul (Lindenberg im Allgäu), die damals von seiner Ordensgemeinschaft betreut wurde. Von 1986 bis 1989 verließ er den Orden und wurde Donate im Kreuzorden, der die Elitegruppe im Engelwerk bildet, um nach eigenen Angaben für die (von ihm mitgegründete) Katholische Pfadfinderschaft Europas (KPE) tätig zu sein.
Bereits 1981 war er im Raum Würzburg als Kurat für die KPE-Mädchenstämme tätig. Von 1986 bis 1996 wirkte er nach eigenen Angaben als „Bundeskaplan für den Mädchenbund“ in der KPE.
In dieser Zeit unterstützte er auch die Wallfahrtsseelsorge in Maria Vesperbild, Standort einer Priestergemeinschaft im Engelwerk. In seinem „religiösen Lebenslauf“ gab er an, dass er 1989 vom Kreuzorden exklaustriert wurde und wieder den Missionaren vom Kostbaren Blut beitrat. Seitdem ist er in der außerordentlichen Seelsorge tätig. 2014 wurde zu Exerzitien mit Pühringer bei den Ancillae Domini in Kleinwolfstein eingeladen. Er lebt im Missions- und Exerzitienhaus in Kufstein–Kleinholz (Österreich),, leitet dort Exerzitien und Einkehrtage – unter anderem auch für Mitglieder der KPE –, begleitet Wallfahrten nach Padua und betreut gelegentlich Sendungen im Radio Maria.

## Verhältnis zum Engelwerk
1986 erörterte Richard Pühringer mit KPE-Gründer Andreas Hönisch und Ingo Dollinger, dem Rektor der Engelwerk-Hochschule Institutum Sapientiæ im brasilianischen Anápolis, Pläne zur Gründung einer neuen engelwerk-nahen Ordensgemeinschaft; anwesend war ferner der sich zur Mitgliedschaft im Engelwerk bekennende Priester Heinrich Morscher, wie Pühringer vormals Missionar vom Kostbaren Blut. Am 30. Mai 1988 wurde die Gemeinschaft der Diener Jesu und Mariens gegründet. Pühringer vertrat die ursprünglich Servi et Servæ Jesu et Mariae genannte Gemeinschaft im Vereinten Apostolat Mariens (VAM), in dem auch die KPE und das Engelwerk repräsentiert waren.
Nach einem Bericht des Rundfunksenders Radio Mainwelle soll Pühringer als Mitglied der Bundesführung der Katholischen Pfadfinderschaft Europas in einen Konflikt an der Realschule der Königgrätzer Schulschwestern in Auerbach in der Oberpfalz verwickelt gewesen sein. Das bayerische Kultusministerium, das Erzbistum Bamberg und die anderen Träger des Zweckverbandes der Schule beanstandeten, dass an der Schule in den vom Ministerium zugelassenen Biologiebüchern für die 10. Klasse zum Thema „Sexualität und Fortpflanzung“ 14 Seiten herausgerissen worden waren und kurz darauf auch das Biologiebuch für die 8. Klassen eingezogen wurde. Die engelwerk-nahe Katholische Pfadfinderschaft Europas hatte 1994 berichtet, dass sieben ihrer Mitglieder als Lehrkräfte an der Schule tätig seien.
Pühringer erklärte, er habe 1989 den Kreuzorden – Gruppierung im Engelwerk – verlassen. 2002 wirkte Pühringer als Seelsorger des weiblichen Zweiges des Kreuzordens im Engelwerk in Scheffau am Wilden Kaiser. 2014 und 2019 trat er in der Windischgarstener Pfarre des Engelwerk-Anhängers Gerhard Maria Wagner auf.